# Shoji Jo
Shoji Jo (n. 17 iunie 1975) este un fost fotbalist japonez.

## Statistici
| Japonia | Japonia | Japonia |
| An      | Meciuri | Goluri  |
| ------- | ------- | ------- |
| 1995    | 1       | 0       |
| 1996    | 3       | 0       |
| 1997    | 13      | 4       |
| 1998    | 10      | 1       |
| 1999    | 5       | 0       |
| 2000    | 2       | 2       |
| 2001    | 1       | 0       |
| Total   | 35      | 7       |